# Leptopyrgota apilosa
Leptopyrgota apilosa är en tvåvingeart som beskrevs av Aczel 1956. Leptopyrgota apilosa ingår i släktet Leptopyrgota och familjen Pyrgotidae. Inga underarter finns listade i Catalogue of Life.